# Consonante subapicale

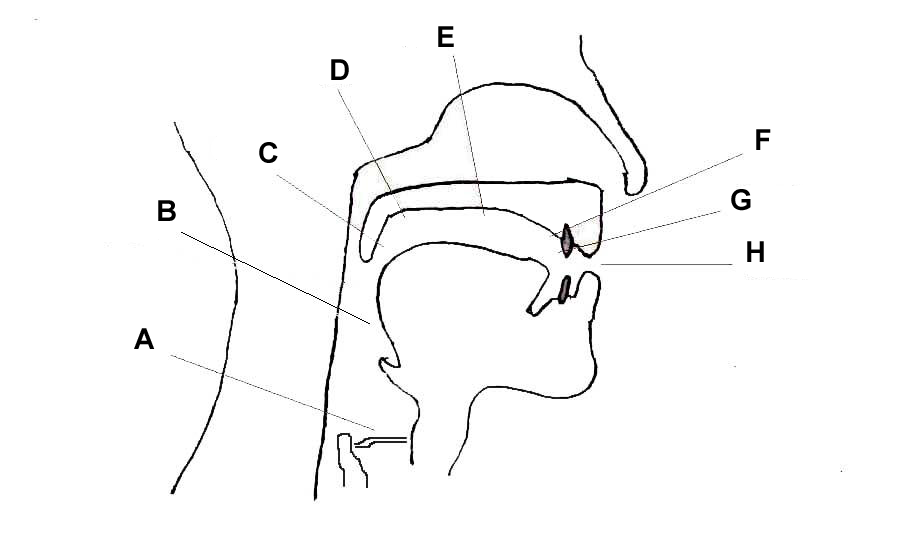
L'apparato fonatorio secondo i luoghi di articolazione: A = glottide; B = faringe; C = ugola; D = palato molle (o velo palatino); E = palato duro; F = alveoli; G = denti; H = labbra.

In fonetica articolatoria una consonante subapicale è una consonante prodotta mediante contatto con la parte sottostante della punta della lingua. Le uniche articolazioni subapicali comuni sono quelle presenti nella regione da postalveolare a palatale, chiamate "retroflesse".
Tuttavia, molte consonanti cosiddette retroflesse sono in effetti apicali. Vere retroflesse subapicali si trovano nelle Lingue dravidiche dell'India meridionale.
Occasionalmente il termine "sublaminare" si usa per subapicale. Tuttavia, quel termine potrebbe essere usato meglio per alcuni suoni rari pronunciati tra la parte sottostante della lingua e il fondo della bocca, come il "click alveoalre inferiore sublaminare" pronunciato tra la lingua e le gengive inferiori, simboleggiato da un [¡] nell'IPA esteso.